# 오넷 콜먼
오넷 콜먼(영어: Ornette Coleman, 1930년 3월 19일 ~ 2015년 6월 11일)은 미국의 재즈 색소폰 연주자, 바이올린 연주자, 트럼펫 연주자, 작곡가였다. 그는 1961년 음반의 이름으로 그가 발명한 용어인 1960년대 프리 재즈 운동의 주요한 혁신가들 중 한 사람이었다. 그의 브로드웨이 블루스는 표준이 되었고 프리 재즈 운동의 핵심 작품으로 선정되었다. 그는 1994년에 맥아더 펠로우십을 수여 받았다. 그의 음반 《Sound Grammar》는 2007년에 음악 퓰리처상을 받았다.

## 생애
오넷 콜먼은 1930년 3월 19일 미국 텍사스주 포트워스에서 태어났다. 가정 형편이 어려워 정식 음악 교육을 받지 못하고 14세 때부터 알토 색소폰을 독학으로 익히기 시작했다.
고등학교 시절에 친구들과 보컬 그룹으로 결성했으며 주로 리듬 앤 블루스, 비밥을 연주했고, 뉴올리언스와 배턴루지, 로스앤젤레스를 순회하면서 연주회를 열었다.
처음에는 테너 색소폰을 연주했지만 나중에 알토 색소폰 연주로 전향하게 된다.
1953년~1954년에 바비 브래드포드, 에드 블랙웰 등과 공연하였으나 폴 블레이 밴드에도 잠시 참가하여 돈 체리, 빌리 히긴스, 찰리 헤이든 등 진보적 연주자들과 세션을 가짐으로써 연주 경력을 넓혀갔다.
1958년에 데뷔 음반인 《Something Else!!!!》를 발표한 뒤부터 새로운 재즈 음악 작품을 발표했다. 그의 재즈 음악 작품은 음악계에서 큰 반향을 일으켰다.
1960년대에는 트럼펫, 바이올린을 결합한 프리 재즈 음악 작품을 발표했고 1970년대에는 전기 악기를 결합한 재즈 음악 작품을 발표했다.
1975년 그룹 프라임 타임을 결성하고 가끔 겉으로 보기에는 불협화음에 대항하여 그는 통상적인 방법으로 솔로 연주를 하였다.
2007년에는 퓰리처상 음악 부문, 그래미상 공로상을 수상했다.

### 사망
콜먼은 2015년 6월 11일 맨해튼에서 85세의 나이로 심정지로 사망했다. 그의 장례식은 그의 협력자들과 동시대 사람들 중 몇몇의 공연과 연설로 3시간 동안 진행된 행사였다.

## 사생활
재즈 피아니스트 조앤 브래킨은 마리안 맥파틀랜드와의 인터뷰에서 콜먼이 그녀를 지도하고 음악 수업을 했다고 말했다.
콜먼은 1954년 시인 제인 코르테즈와 결혼했지만, 1964년에 이혼했다. 그들은 1956년에 태어난 데나르도라는 한 아들을 두었다.

## 음반 목록

### 정규 음반
- 《Something Else!!!!》 (컨템퍼레리(Contemporary), 1958년)
- 《Tomorrow Is the Question!》 (컨템퍼레리(Contemporary), 1959년)
- 《The Shape of Jazz to Come》 (애틀랜틱(Atlantic), 1959년)
- 《Change of the Century》 (애틀랜틱(Atlantic), 1959년)
- 《This Is Our Music》 (애틀랜틱(Atlantic), 1960년)
- 《Free Jazz》 (애틀랜틱(Atlantic), 1960년)
- 《Ornette!》 (애틀랜틱(Atlantic), 1961년)
- 《Ornette on Tenor》 (애틀랜틱(Atlantic), 1961년)
- 《The Art of the Improvisers》 (애틀랜틱(Atlantic), 1959년 ~ 1961년 [1970년])
- 《Twins》 (애틀랜틱(Atlantic), 1961년 [1971년])
- 《To Whom Who Keeps a Record》 (애틀랜틱(Atlantic), 1959년 ~ 1960년 [1975년])
- 《Town Hall, 1962》 (ESP 디스크(ESP Disk), 1965년)
- 《Chappaqua Suite》 (컬럼비아(Columbia), 1965년)
- 《Who's Crazy Vol. 1 & 2》 (1965년)
- 《The Paris Concert》 (1965년)
- 《Live at the Tivoli》 (1965년)
- 《At the "Golden Circle" Vol. 1 & 2》 (블루 노트(Blue Note), 1965년)
- 《The Empty Foxhole》 (블루 노트(Blue Note), 1966년)
- 《The Music of Ornette Coleman - Forms & Sounds》 (1967년)
- 《The Unprecedented Music of Ornette Coleman》 (1968년)
- 《Live in Milano》 (1968년)
- 《New York Is Now!》 (블루 노트(Blue Note), 1968년)
- 《Love Call》 (블루 노트(Blue Note), 1968년)
- 《Ornette at 12》 (임펄스!(Impulse!), 1968년)
- 《Crisis》 (임펄스!(Impulse!), 1969년)
- 《Friends and Neighbors: Live at Prince Street》 (플라잉 더치맨(Flying Dutchman), 1970년)
- 《Broken Shadows》 (컬럼비아(Columbia), 1971년)
- 《Science Fiction》 (컬럼비아(Columbia), 1971년)
- 《European Concert》 (1971년)
- 《The Belgrade Concert》 (1971년)
- 《Skies of America》 (컬럼비아(Columbia), 1972년)
- 《The Great London Concert》 (애리스타(Arista), 1975년)
- 《Dancing in Your Head》 (A&M, 1976년)
- 《Body Meta》 (아티스트 하우스(Artists House), 1976년)
- 《Soapsuds, Soapsuds》 (아티스트 하우스(Artists House), 1977년)
- 《Of Human Feelings》 (앤틸리스(Antilles), 1982년)
- 《Opening the Caravan of Dreams》 (캐러밴 오브 드림스(Caravan of Dreams), 1983년)
- 《Prime Design/Time Design》 (캐러밴 오브 드림스(Caravan of Dreams), 1983년)
- 《Song X》 (게펜(Geffen), 1986년)
- 《In All Languages》 (캐러밴 오브 드림스(Caravan of Dreams), 1987년)
- 《Live at Jazzbuehne Berlin》 (1988년)
- 《Virgin Beauty》 (Portrait, 1988년)
- 《Naked Lunch》 (Milan, 1991년)
- 《An Evening with Ornette Coleman》 (Polydor International, 1994년)
- 《Tone Dialing》 (하몰로딕(Harmolodic)/버브(Verve), 1995년)
- 《Sound Museum: Hidden Man》 (하몰로딕(Harmolodic)/버브(Verve), 1996년)
- 《Sound Museum: Three Women》 (하몰로딕(Harmolodic)/버브(Verve), 1996년)
- 《Colors: Live from Leipzig》 (하몰로딕(Harmolodic)/버브(Verve), 1997년)
- 《Sound Grammar》 (사운드 그래머(Sound Grammar), 2006년)
- 《Croydon Concert》 (프리 팩토리(Free Factory), 2008년)
- 《Live in Paris 1971》 (재즈 로(Jazz Row), 2008년)
- 《The 1987 Hamburg Concert》 (에이스(Ais), 2011년)

### 컴필레이션 음반
- 《Beauty Is a Rare Thing》 (Rhino/애틀랜틱(Atlantic), 1995년)
- 《The Complete Science Fiction Sessions》 (컬럼비아(Columbia), 2000년)

### 공동 작업 음반
제리 앨런(Geri Allen)과 공동 작업
- 《Eyes in the Back of Your Head》 (블루 노트(Blue Note), 1997년)

폴 블레이(Paul Bley)와 공동 작업
- 《Live at the Hilcrest Club 1958》 (이너 시티(Inner City), 1958년 [1976년])
- 《Coleman Classics Volume 1》 (임프로바이징 아티스트(Improvising Artists), 1958년 [1977년])

찰리 헤이든(Charlie Haden)과 공동 작업
- 《Closeness》 (Horizon, 1976년)

조 헨리(Joe Henry)와 공동 작업
- 《Scar》 (맘모스(Mammoth), 2001년)

재키 맥린(Jackie McLean)과 공동 작업
- 《New and Old Gospel》 (블루 노트(Blue Note), 1967년)

오노 요코(Yoko Ono)와 공동 작업
- 《Yoko Ono/Plastic Ono Band》 (애플(Apple), 1970년)

루 리드(Lou Reed)와 공동 작업
- 《The Raven》 (RCA, 2003년)

군터 슐러(Gunther Schuller)와 공동 작업
- 《Jazz Abstractions》 (애틀랜틱(Atlantic), 1960년)

자말라딘 타쿠마(Jamaaladeen Tacuma)와 공동 작업
- 《Renaissance Man》 (1984년)
- 《For the Love of Ornette》 (2010년)

밥 틸레(Bob Thiele)와 공동 작업
- 《Head Start》 (플라잉 더치맨(Flying Dutchman), 1967년)

제임스 블러드 울머(James Blood Ulmer)와 공동 작업
- 《Tales of Captain Black》 (아티스트 하우스(Artists House), 1978년)